# Great DJ
Great DJ é o terceiro single da  dupla britânica The Ting Tings para seu primeiro álbum de estúdio, We Started Nothing. O single foi lançado no dia 8 de fevereiro na Europa. A single aparece também no jogo Shaun White Snowboarding.

## Desempenho nas paradas
| Chart (2008)                                    | Melhor Posição |
| ----------------------------------------------- | -------------- |
| Austrália - ARIA Singles Chart                  | 52             |
| Brasil - Top 30 Dance Club                      | 2              |
| Reino Unido - UK Singles Chart                  | 33             |
| Estados Unidos - Billboard Hot Dance Club Party | 9              |